# АНФ Миро 180
АНФ Миро 180 (фр. A.N.F. Les Mureaux 180) је француски ловачки авион. Авион је први пут полетео 1935. године.

Највећа брзина у хоризонталном лету је износила 379 km/h. Размах крила је био 11,38 метара а дужина 7,83 метара. Маса празног авиона је износила 1266 килограма а нормална полетна маса 1953 килограма. Био је наоружан једним топом 20 мм и два митраљеза 7,7 мм напред, и једним митраљезом на турели позади.

## Наоружање
| Наоружање авиона: АНФ Миро 180 |       |
| Ватрено (стрељачко) наоружање  |       |
| Топ                            |       |
| Број и ознака топа             | 1     |
| Калибар                        | 20    |
| Митраљез                       |       |
| Број и ознака митраљеза        | 2 + 1 |
| Калибар                        | 7,7   |
| Бомбардерско наоружање (бомбе) |       |
| Ракетно наоружање (ракете)     |       |